# Sigrid Lorz
Sigrid Lorz (* 1978 in Erlangen) ist eine deutsche Rechtswissenschaftlerin.

## Leben
Lorz studierte an der Universität Erlangen-Nürnberg und am Trinity College Dublin Rechtswissenschaft. In Erlangen war sie von 1999 bis 2004 studentische Hilfskraft, wissenschaftliche Mitarbeiterin von 2004 bis 2008 und bis 2017 akademische Oberrätin auf Zeit. Nach der Promotion 2006 (Trägerin des Promotionspreises der Juristischen Fakultät 2007) und dem Referendariat in Nürnberg und Berlin war sie von 2008 bis 2011 Richterin und Staatsanwältin. Nach der Habilitation 2017 für das Fachgebiet Bürgerliches Recht, Deutsches und Internationales Zivilprozessrecht, Medizinrecht und Wirtschaftsvölkerrecht war sie seit 2017 Privatdozentin an der Universität Erlangen-Nürnberg. Sie ist seit 2018 Professorin für Bürgerliches Recht und Zivilprozessrecht an der Universität Greifswald.
Ihre Forschungsschwerpunkte sind Haftungs- und Schadensersatzrecht, Deutsches und Internationales Zivilprozessrecht und Medizinrecht.

## Schriften (Auswahl)
- Arzthaftung bei Schönheitsoperationen. Berlin 2007, ISBN 978-3-428-12457-2.
- Ausländische Staaten vor deutschen Zivilgerichten. Zum Spannungsverhältnis von Staatenimmunität und Recht auf Zugang zu Gericht. Tübingen 2017, ISBN 3-16-155548-1.
- mit Thomas Regenfus, Anne Röthel und Hans-Dieter Spengler (Hg.): Recht, Sport, Technik und Wirtschaft in mehrdimensionalen Perspektiven. Liber amicorum für Klaus Vieweg zum 70. Geburtstag. Berlin 2021, ISBN 3-428-15966-7.